# Nationale Islamische Bewegung Afghanistans
Die Nationale Islamische Bewegung Afghanistans (Dari جنبش ملی اسلامی افغانستان, Junbish-i-Milli Islami Afghanistan), manchmal auch einfach Junbish-i Milli oder Junbish genannt, ist die politische Partei der Usbeken in Afghanistan. Ihr Gründer und Vorsitzender ist General und aktueller Vizepräsident Abdul Raschid Dostum.
Die Partei wurde schon als eine Partei von ehemaligen Kommunisten und Islamisten beschrieben, gilt offiziell aber als mitte-links und säkular eingestellt. Ein Großteil der Wählerschaft besteht aus Usbeken – so überrascht es nicht, dass sie in den nördlichen Provinzen, die durch ihre Lage einen hohen Anteil an zentralasiatischen Bewohner haben, besonders stark abschneiden; dazu gehören die Provinzen Dschuzdschan, Balch, Sar-i Pul, Samangan und Faryab. Die Organisation wurde schon mehrmals wegen Verletzung der Menschenrechte angeklagt.

## Geschichte

### Entstehung
Junbish und ihr militärischer Flügel, Division 53, begannen als eine «Selbstverteidigungs-Einheit» für die Ölfelder bei der nordafghanischen Stadt Scheberghan und wuchsen bis 1989 zu einer 40'000 Mann starken Armee. Dieses Heer trat der afghanischen Regierung bei und wurde als Division 53 bezeichnet. 1988 lösten Truppen der Junbish die sowjetische Armee ab, übernahmen die Kontrolle in Kandahar und stellten sich in den Provinzen Khost, Logar, Ghazni, der Stadt Gardez in Paktika sowie den Gebieten rund um Kabul auf.
Viele von den Mudschahed übergelaufene Kommandeure traten den Truppen bei, so beispielsweise Rasul Pahlawan, Ghaffar Pahlawan, beides Usbeken aus Sar-i Pol, General Majid Rozi, ein arabischer Usbeke aus Balch, sowie General Jura Beg, ein Offizier von Dschuzdschan. Der Großteil der neuen Mitglieder waren entweder Überläufer oder vom Parcham-Flügel der Demokratischen Volkspartei Afghanistans.

### Massoud und Einnahme von Mazar-e Sharif
1992, als die Sowjetunion die Hilfe an die Regierung unter Mohammed Nadschibullāh absetzte, begann Dostum Verhandlungen mit Ahmad Schah Massoud. Als Nadschibullāh am 19. März versuchte, General Mumin, welcher die Besatzungen von Hairatan kommandierte, zu ersetzen, widersetzte sich dieser mit Dostums Unterstützung. Dadurch bekam dieser Kontrolle über die Stadt Mazar-e Sharif. Dies führte zu weitreichenden Plünderungen. Zu diesem Zeitpunkt war Junbish die dominierende Partei in Dschuzdschan, Balch, Sar-i Pul, Samangan, Baglan und Faryab.

### Schlacht von Kabul (1992–1994)
Als die Regierung von Nadschibullāh im April 1992 auseinanderbrach, drangen Truppen der Junbish durch die Straße nahe dem Flughafen in die Stadt und besetzten innerhalb von einem Monat Tap Maranjan, Bala Hissar, den Flughafen von Kabul, Alt Mikroroien sowie Chaman Hozori, wobei die ersten zwei als Stützpunkte der Artillerie dienten. Des Weiteren verhinderten die Rebellen durch die Kontrolle des Flughafens die Ausreise Nadschibullāhs und zwangen ihn, auf dem Gelände der Vereinten Nationen Unterschlupf zu suchen. Außerdem ermöglichten Überläufer aus der vorherigen Regierung die Kontrolle über den Flughafen und Kampfjets für die Schlacht von Kabul zu kontrollieren.
Im Mai 1992 wurde General Majid Rozi Oberbefehlshaber, General Hamayoon Fauzi war für die politischen Angelegenheiten verantwortlich, General Jura Beg für die Stationierung und Ablösungen der Truppen zuständig und General Aminullah Karim mit der Leitung der Logistik betraut. Rozi wurde Ende 1992 nach Mazar zurückgerufen, sodass Fauzi das Oberkommando übernahm. Ein anderer wichtige Führer war Abdul Chiri, der das Milizregiment kontrollierte. Die Kontrolle wurde größtenteils vom Stützpunkt in Naqlia aufrechterhalten, welcher auf dem Weg von Kart-i Nau nach Shah Shahid liegt.
Im Juli 1992 sandte Dostum einen Antrag an Ahmad Schah Massoud, in dem er die Bildung einer Zentrale forderte, um die Streitkräfte in der Region zu kontrollieren. Obwohl Massoud dies zurückwies, führte Dostum seinen Plan aus, was zwischen den beiden zu Spannungen führte.

### Bündnis mit Hezb-e Islam und Niederlage in Kabul (1994)
Nach wachsenden Spannungen mit Jamiat versuchte Junbish, sich im Januar 1994 mit Hezb-e Islam zu verbünden. Allerdings resultierte dieser Verrat darin, dass Junbish von den meisten Hochburgen in Kabul vertrieben wurden. Zwischen Januar und Juni 1994 kam es zu heftigen Kämpfen mit bis zu 25'000 Toten.

### Eroberung Mazar-e Sharif und Expansion im Norden
Die Niederlage bei Kabul wurde mit der Beseitigung von Jamiats Truppen im Norden des Landes gekontert. Nach heftigen Kämpfen in Mazar wurde Jamiat aus der Stadt vertrieben; während der Schlacht soll es viele Vergewaltigungen und außergerichtliche Hinrichtungen gegeben haben. Nach der Einnahme von Mazar konzentrierte sich Dostum darauf, seine Position im Norden auszubauen.

### Überlaufen von General Abdul Malik Pahlawan (1996)
Im Juni 1996 wurde Rasul Pahlawan von seinem Leibwächter ermordet, angeblich auf Dostums Befehl. 1997 schloss sich eine Gruppe der Junbish Rasuls Bruder an, welcher unter die Führung von General Abdul Malik Pahlawan übergetreten war. Malik trat den Taliban bei und trieb Dostum für vier Monate aus dem Land, wo dieser in die Türkei floh. Malik betrog die Taliban jedoch schnell, indem er tausende von deren Gefangenen massakrierte, bevor er im September 1997 bei einem Beschuss durch die Taliban vertrieben wurde. Während dieser Zeit wurden viele Vergewaltigungen und Plünderungen verzeichnet, obgleich es nicht klar ist, bis zu welchem Grad die Nationale Islamische Bewegung daran beteiligt war.
Anschließend kehrte Dostum zurück nach Afghanistan und vertrieb Malik bei einem Konflikt in Faryab. Die meisten von Maliks Truppen sagten sich von ihm los und schlossen sich Dostum und dessen Junbish an. Dessen Streitkräfte sollen darauf zahlreiche Paschtunen in der Provinz Faryab ausgeraubt haben. Dostum wurde aber weiter geschwächt, als die Strecke von Herat nach Maimana im Juli 1998 von den Taliban und schließlich im August von Mazar-e Sharif erobert wurde.

### Fall der Taliban (2001)
Dostum und Junbish halfen beim Fall der Taliban 2001 unter der Nationalen Islamischen Vereinigten Front zur Rettung Afghanistans besonders tatkräftig mit.

## Kontroverse
Die Bewegung verletzte in mehreren Fällen die Menschenrechte, speziell im Norden Afghanistans zwischen 1992 und 2001 und dem Gebiet rund um Kabul während der Schlacht von Kabul. Ihre Neigung zur Plünderung von besetzten Gebieten gab ihnen den Übernamen Gilam Jam, was so viel wie «Der Teppich ist geschürzt» bedeutet: In 100 Landstrichen unter der Kontrolle von Junbish, beispielsweise im Stützpunkt Naqlia, wurden regelmäßig ernsthafte Verstöße gegen Menschenrechte registriert, darunter Vergewaltigung, Mord und Plünderung. Gegenden wie Shah Shahid und Kārte Naw hatten mit ähnlichen Problemen zu kämpfen. Im Juli 2016 klagte die Menschenrechtsorganisation Human Rights Watch die Miliz wegen Mord, Vergewaltigung und Raub an Zivilisten in der Provinz Faryab im Juni an, zudem wurde die Bewegung beschuldigt, Taliban zu unterstützen.